# Banisher of the Light
Banisher of the light är Sparzanzas tredje fullängdsalbum (2006). Med albumet bytte bandet skivbolag från Water dragon records till Black cult records. Bandet bytte även stil, då de blandade in mer metal i sin stoner rock. Detta märks bland annat i Godsend man och Going down som gästas av Ralf Gyllenhammar respektive Peter Dolving.

## Låtlista
1. Going down
2. Before my blackend eyes
3. Black heart
4. Godsend man
5. Enemy mine
6. Leeches
7. Chasing the dragon
8. Banisher of the light
9. Dead rising
10. In my control
11. Music to interrogate with
12. State of mind